# Южный (мыс, остров Ратманова)
Мыс Южный — мыс на острове Ратманова, который находится в составе островов Диомида в Беринговом проливе, самой восточной точке территории России.
Мыс находится в самой южной части острова. Побережье с этой стороны острова скалистое, с узкой полосой прибрежного пляжа.
В 3 км к северо-западу от мыса Южного размещается памятник федерального значения. Памятником является поселение Имаклик появившееся в XVII веке. Территории, где возникло поселение Имаклик, находятся в ведении исключительно Федеральной пограничной службы России.
В 1980-х, рядом с эскимосским поселком, пограничным нарядом была найдена деревянная скульптура XIX века, названая «Голова предка». Предполагается, что древесина, из которой изготовлена скульптура, принесена южными морскими течениями, так как на острове не произрастают деревья.